# باغ درمانی

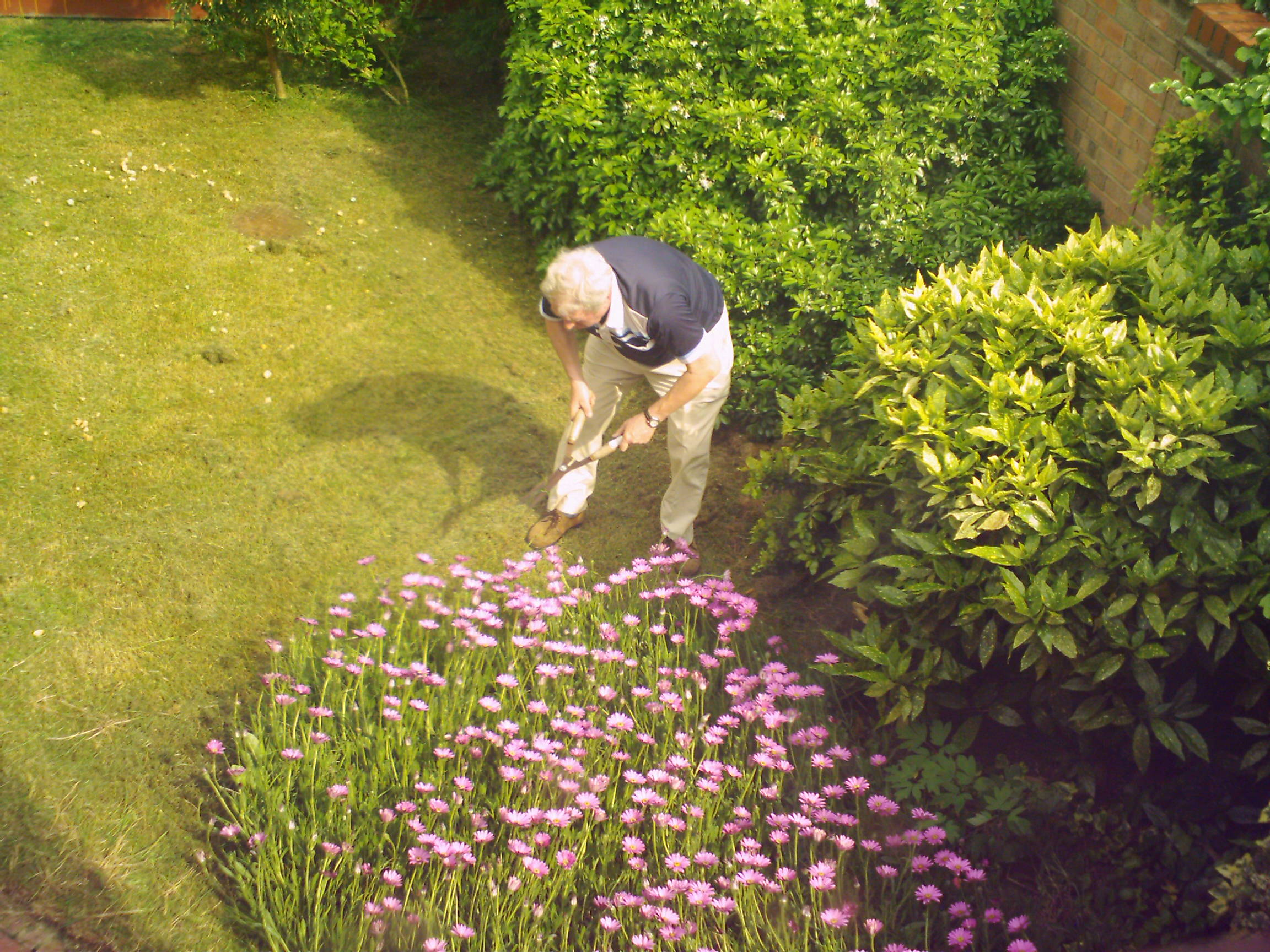
باغبانی

باغ درمانی مداوای برخی بیماری‌ها با استفاده از یک فضای باغی و فضای باز است که به‌طور خاص متناسب با نیازهای جسمی، روحی، اجتماعی و معنوی انسان طراحی‌شده است. تا با حضور نگهبانان و اعضای خانواده و دوستان در آن نوعی آرامش حاصل شود
باغ‌های درمانی را می‌توان در موقعیت‌های مختلف یافت، از جمله بیمارستان‌ها، خانه‌های پرستاری، خانه‌های مراقبت، اماکن بازنشستگان، مراکز سرپایی، بیمارستان‌ها و سایر خدمات بهداشتی و مسکونی مرتبط.

## طرح
طبیعت یک «حواس‌پرتی مثبت» تزی است که توسط دکترای فلسفه «راجر اولریش» استاد در دانشگاه تگزاس A & M مطرح شده است.

## طبیعت
ما همه به طبیعت نوعی وابستگی و ارتباط داریم، مهم این است که این ارتباط حیاتی را برای سلامتی و رفاهمان حفظ کنیم، که در ادبیات ادوارد ایل ویلسون، «فرضیه بیوفیلیک»، توضیح داده شده است.

## تاریخچه
انجمن باغ درمانی آمریکا (AHTA)، تفاوت وضعیت و موقعیت میان یک باغ درمانی و یک باغ شفا را تعریف و ترسیم می‌کند.